# 코르닐리아

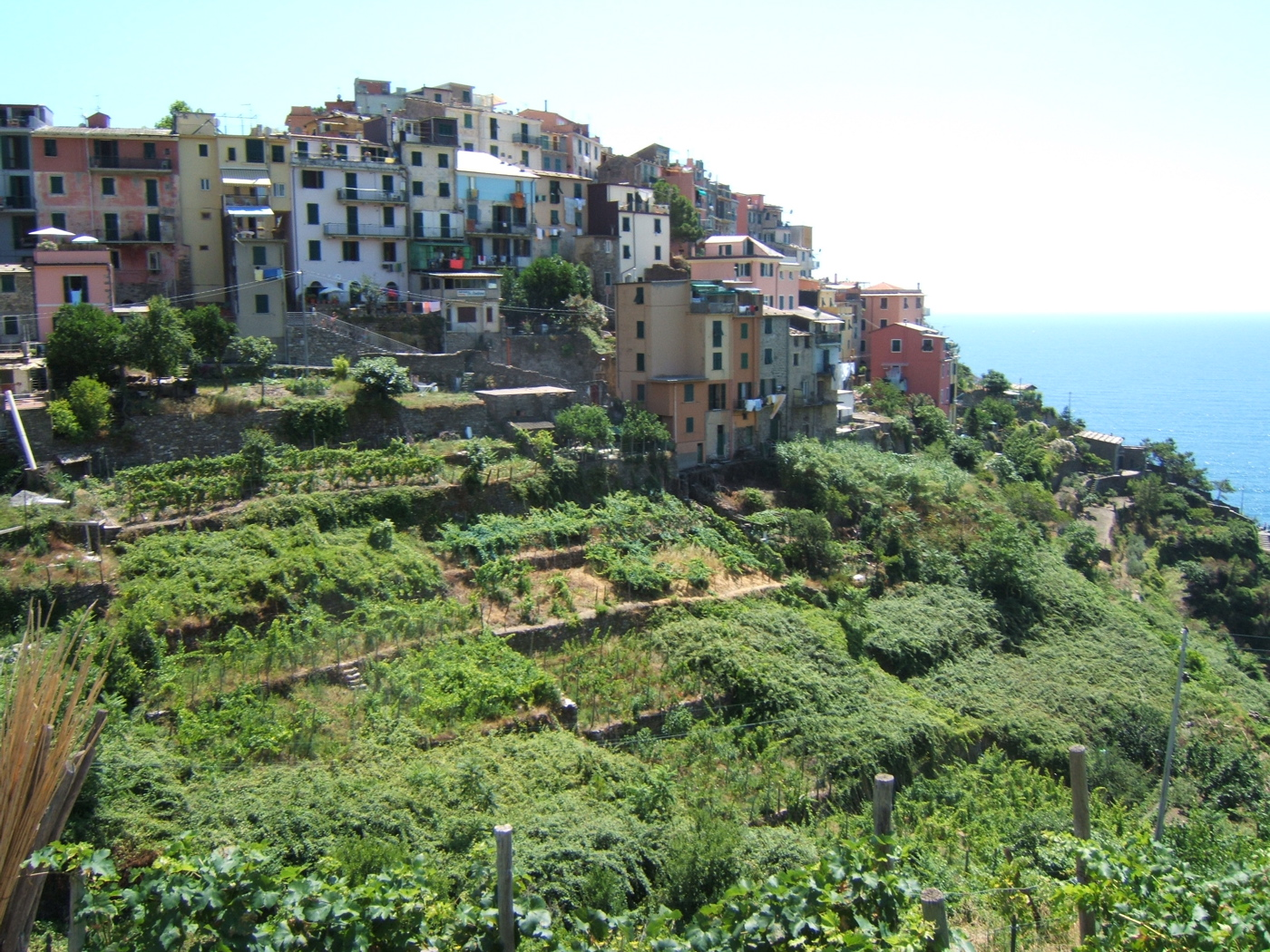
코르닐리아

코르닐리아(Corniglia)는 이탈리아 북부의 리구리아주 라스페치아도에 있는 마을이다. 친퀘테레 국립공원의 일부이며, 다른 네 도시와 다르게 해안에 접해있지 않은 유일한 마을이다.

## 개요
코르닐리아는 인구 250명으로, 친퀘테레에서 가장 작은 도시이다. 100미터 높이의 절벽 위에 세워진 마을로, 삼면은 포도밭, 나머지 한면은 해안절벽에 면해있다. 해안가의 기차역에서는 33조 382단의 라르다리나(Lardarina)라는 이름의 계단을 통해 마을에 오를 수 있다.

## 역사
코르닐리아라는 이름은 고대 로마 시대에 이 마을에 정착해 포도를 재배하던 지주 코르넬리우스의 어머니 코르넬리아에서 유래했다. 1254년, 교황 인노첸시오 4세가 이 도시를 니콜로 피에스키에게 주었고, 1276년, 제노바 공화국의 일부가 되었다. 기록에 따르면 당시에 이곳에 성이 존재했다고 하지만, 유적은 발견되지 않았고 1556년 세워졌던 해안 절벽을 바라보던 제노바 공화국의 요새 유적만이 발견되었다.

## 같이 보기
- 마나롤라
- 베르나차
- 몬테로소알마레
- 리오마조레